# Кобаяси, Ёсио
Ёсио Кобаяси (яп. 小林義雄 Кобаяси Ёсио, 1907—1993) — японский ботаник и миколог.

## Биография
Ёсио Кобаяси родился на территории префектуры Кумамото 17 мая 1907 года. В 1911 году семья Кобаяси переехала в Токио. Учился на ботаническом отделении естественнонаучного факультета Токийском императорском университете. В 1940 году получил учёную степень за работу по кордицепсу.
С 1947 года Ёсио Кобаяси работал в Национальном научном музее в Токио. В 1956 году Кобаяси стал одним из членов-основателей Японского микологического общества. С 1968—1969 он был его секретарём. В 1972 году Кобаяси ушёл на пенсию и переехал в Фунабаси, где продолжил изучение микологии.
С 1972 по 1976 Кобаяси был вице-президентом Международной микологической ассоциации. В 1982 году он был избран почётным членом Японского микологического общества.
Ёсио Кобаяси скончался 6 января 1993 года.

## Некоторые научные публикации
- Kobayasi Y. et al. Mycological studies of the Alaskan arctic. — Osaka, 1967. — 138 p.
- 小林義雄. 日本中国菌類歴史と民俗学. — 廣川書店, 1983. — 254 p.
- 小林義雄. 冬虫夏草菌図譜. — 保育社, 1983. — 280 p. — ISBN 4-586-30711-0.

## Род и некоторые виды, названные в честь Ёсио Кобаяси
- Kobayasia S.Imai & A.Kawam., 1958
- Cordyceps kobayasii Koval, 1984, nom. nov.
- Entoloma kobayasianum E.Horak, 1986
- Hirsutella kobayasii N.Vongvanich, P.Kittakoop, Isaka, S.Trakulnaleamsai, S.Vimuttipong, Tantich. & Y.Thebtaranonth, 2002
- Hymenostilbe kobayasii Koval, 1976
- Hysteronaevia kobayasii Nannf., 1984
- Inocybe kobayasii Hongo, 1959
- Luzula kobayasii Satake, 1932
- Octaviania kobayasii Orihara, 2012
- Pluteus kobayasii Hongo, 1976
- Schizoblastosporion kobayasii Soneda & Uchida, 1971